# Big Rigs: Over the Road Racing
A Big Rigs: Over the Road Racing a Stellar Stone LLC által 2003-ban PC-re kiadott autóverseny típusú játék. Minden téren negatív kritikákat kapott, és sok kritikus úgy hivatkozik rá, mint minden idők legrosszabb játéka.

## Játékmenet
A Big Rigst tartalmazó tok azt állítja, hogy „versenyezz kamionokkal az országon keresztül, miközben rendőrök üldöznek.” A GameSpot kritikája szerint ez nem több, mint egy „szörnyű, szörnyű hazugság”, mivel nincs rendőri jelenlét a játékban; ezenkívül rámutattak, hogy az ellenfelek nem rendelkeznek mesterséges intelligenciával, és soha nem mozdulnak el a kezdőpozíciójukról, így a „verseny” típusú játékmenet is megkérdőjelezhető.
A Big Rigsben nincsenek akadályok, amelyeken a játékosnak át kellene jutnia, mivel a kamion gond nélkül áthalad bármiféle épületen, fán, villanypóznán és ellenfélen; ezt az "ütközés-érzékelés" hiánya okozza. A kamionokkal továbbá 90°-os hegyeken juthatunk fel, mivel a játékban a gravitáció elve sem érvényesül. Mikor a kamion a pálya határain kívülre jut, egy végtelen, szürke semmibe kerül. Ezen kívül, ha a kamion egy híd közelébe jut, egyszerűen átmegy alatta, továbbra is a terepet követve. Ha a játékos tolatni akar, akkor nincs végsebessége: a gomb folyamatos nyomva tartásával a kamion akadály nélkül gyorsul 1,23·1037 m/h-ra. Ez 1025-ször gyorsabb a fénynél. Ezután a játék begyűjt minden ellenőrző pontot, és automatikusan nyer a játékos. Ha a tolatás gomb már nincs nyomva tartva, a jármű egyből megáll. A játék további hibái közé tartozik, hogy Esc gomb megnyomása után egy „Quit to Windows” (angolul: „kilépés a Windowsba”) opciót is kapunk, amely megnyomása után azonban a játék főmenüjébe jutunk vissza.
A verseny teljesítése után a játékos egy nagy trófeát kap, amelyre a nyelvtanilag helytelen „YOU'RE WINNER!” (angolul: „te vagy nyertes”) felirat van írva. A fejlesztés során történt tévedés miatt a játék néha képtelen megkülönböztetni, hogy a játékos éppen befejezi, vagy csupán most kezdi a pályát, esetleg áthalad egy ellenőrzési ponton, így a nyerést jelző szöveg még azelőtt megjelenhet, mielőtt a „verseny” elkezdődik. A játékban nincsenek hangok és effektek vagy háttérzene, habár a készítők listáján található hangokkal foglalkozó készítő. Ezen kívül a játékban található öt pálya közül a negyedik a játék teljes összeomlását okozza.
A Stellar Stone által megjelentetett javítás megszüntetett néhány játékbeli hibát. Ugyan az ellenfelek már részt vesznek a versenyben, azonban megállnak, mielőtt a célba érnének. Az összeomlást okozó pályát kijavították, azonban nem volt más, mint az első tükörképe, az ikon és a név változtatása nélkül.

## Fogadtatás
A Big Rigs általánosan rossz kritikákat kapott, a legrosszabb videójátékok közé sorolták, ha nem ez a legrosszabb. 
Szerettem volna néhány ellensúlyozó érvet találni a játékban, de egyszerűen nincs benne.
Itt 1 pontot kapott a 10-ből. Szerepelt az X-Play „Játékok, amelyet soha ne vegyél meg” részében is. Morgan Webb, a tulajdonosok egyike „az eddig készített legrosszabb játéknak” írta le, és nem engedélyezte az osztályozását, mivel 1-től 5-ig terjedő skálájukon nem volt megtalálható a 0-s pontszám.
A Big Rigs olyan rossz, hogy azt még épp fel tudjuk fogni az agyunkkal.
Ez a játék kapta a legalacsonyabb pontot a GameSpot történetében, 1.0-t. És mivel a legalacsonyabb, ezért nem mehet lentebb. Nem osztottunk még ki nullákat, de lehet, hogy adunk egyet a Big Rigs: Over the Road Racingnek.
A GameSpot „2004 legjobbjai és legrosszabbjai” díjazás során a Big Rigs kapta a „Legeslegrosszabb játék” díjat, annak ellenére, hogy 2003-ban adták ki.